# Suksunskij rajon
Il Suksunskij rajon (in russo Суксунский район?) è un municipal'nyj rajon (муниципальный округ) del Territorio di Perm', in Russia; il centro amministrativo è l'insediamento di tipo urbano di Suksun.